# South Billings, Bắc Dakota
South Billings là một lãnh thổ chưa tổ chức thuộc quận Billings, tiểu bang Bắc Dakota, Hoa Kỳ. Năm 2010, dân số của nơi này là 204 người.